# Association des journalistes du Ghana
L' Association des journalistes du Ghana (Ghana Journalists Association, GJA) est l'organisation parapluie à laquelle appartiennent tous les journalistes du Ghana.  Le président actuel est Affail Monney. 
Fondée en 1949, l'association est enregistrée en tant qu'association professionnelle et répertoriée comme l'un des organes du conseil d'administration de la Commission nationale des médias. 
Dans ses activités, GJA tend à atteindre des normes professionnelles plus élevées, à promouvoir et défendre la liberté de la presse et à créer une solidarité entre les journalistes ghanéens et avec d'autres journalistes au Ghana et à l'étranger. 
Pour atteindre ces objectifs, GJA organise des programmes éducatifs, des ateliers, des séminaires et des conférences sur des questions relatives au développement et à la croissance des médias.

## Code d'éthique de l'Association des journalistes du Ghana
Le Conseil national de l'association a adopté un code d'éthique professionnelle à Sunyani le 27 juillet 1994. Ce guide pratique est applicable aux membres de l'association dans les médias publics, les médias privés et les journalistes indépendants locaux. 
Ce code fournit un cadre de référence à l'exécutif national et au comité de discipline de la GJA lorsqu'il devient nécessaire d'engager des mesures disciplinaires contre un membre de l'association. Il vise à garantir que les membres respectent les normes éthiques et la compétence professionnelles et un bon comportement dans l'exercice de leurs fonctions. Il rappelle le sens des responsabilités attendu de la part du public, sans porter atteinte aux droits des individus et de la société en général.

## Voir également